# Provinzialschulkollegium Hannover

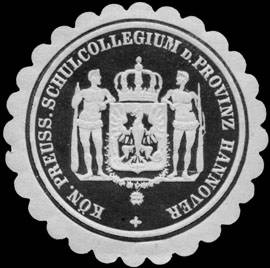
Siegelmarke des Schulkollegiums

Provinzialschulkollegium Hannover war eine Behörde in Hannover zur Beaufsichtigung von Schulen auf dem Gebiet des späteren Landes Niedersachsen sowie Teilen von Hamburg wie Harburg und Wilhelmsburg.

## Geschichte

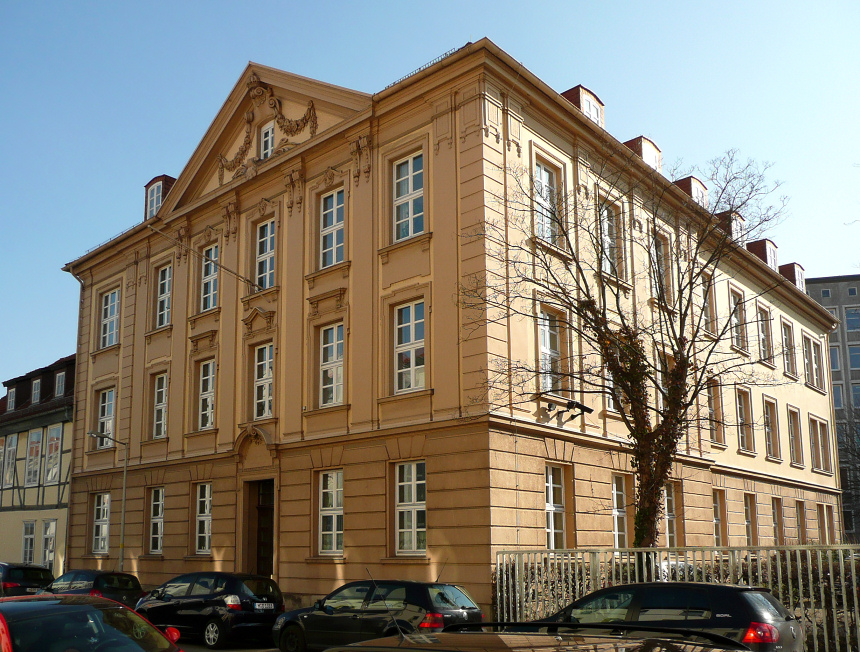
Das 1895 für das Provinzialschulkollegium umgestaltete ehemalige Gebäude des hannoversche Konsistorium in der Brandstraße 23, Calenberger Neustadt

Zur Zeit des Königreichs Hannover wurde im Jahr 1830 in Hannover das Oberschulkollegium als Königliches Ober-Schulcollegium oder Königliches Ober-Schulkollegium gegründet als staatliche Aufsichtsbehörde für Gelehrten- und andere Höhere Schulen, die zuvor den kirchlichen Konsistorien unterstanden.
1859 wurden die Befugnisse des aus Schulpädagogen zusammengesetzten Kollegiums auch auf weitere Schulen ausgedehnt. Nach der Annexion Hannovers durch Preußen und die Umwandlung des bisherigen Königreichs in die Provinz Hannover wurde die bisherige Schulaufsichtsbehörde durch das Schulkollegium für die Provinz Hannover ersetzt.
Im Jahr der Machtergreifung durch die Nationalsozialisten gingen die Aufgaben des vormaligen Kollegiums auf den Oberpräsidenten, Abteilung für höheres Schulwesen, über.

## Mitglieder
- ab 1900: Karl Ludwig Leimbach († 1905)[3]
- bis 1908 oder später: Heinrich Schaefer[4]

## Findbuch Hamburg
Nach der Neuordnung der Länder, der Gründung der Bundesrepublik Deutschland und des Landes Niedersachsen gab die nun niedersächsische Schulbehörde im Jahr 1949 diejenigen erhaltenen Akten Schriftgut von Schulen in Harburg und Wilhelmsburg an das Staatsarchiv Hamburg ab. Diese Daten wurden 2009 retrokonversiert und können auch über ein Findbuch erschlossen werden.

## Schriften
- Instruction zur Ausführung der Kgl. Verordnung vom 11. September 1829 über die Beförderung einer möglichst sorgfältigen Bildung der studierenden Inländer und über die zur Erreichung dieses Zweckes einzuführenden Maturitäts-Prüfungen. [Erlassen vom] Kgl.-Hannov. Ober-Schulkollegium. Hannover, den 22ten Mai 1839 / Kgl.-Hannov. Ober-Schulkollegium, Hannover, 1839
- Regeln und Wörterverzeichnis für deutsche Rechtschreibung. Gedruckt auf Veranstaltung des Königlichen Ober-Schulcollegiums zu Hannover, Clausthal: Schweiger'sche Buchhandlung 1855; als PDF-Dokument vom Publikationsservers des Instituts für Deutsche Sprache (IDS)
  - ... neu bearbeitet und herausgegeben von Dr. Christ. Friedr. Albert Schuster, Director der I. Realschule I. Ordnung zu Hannover, dritte Auflage, Clausthal, Verlag der Grosseschen Buchhandlung, 1879; PDF-Dokument des IDS
- Anleitung zur deutschen Rechtschreibung : Ausgabe für Elementarclassen der höheren Schulen und für Mittel- und Volksschulen / gedruckt auf Veranstaltung des Königlichen Ober-Schulcollegiums zu Hannover, Hannover: Carl Rümpler, 1857; PDF-Dokument über das IDS
  - zweite Auflage, Hannover: Karl Rümpler, 1858; Digitalisat
- Bekanntmachung des Königlichen Ober-Schulcollegiums, die Reifeprüfungen betreffend, Hannover, 31. Julius 1861
- Heinrich Jastram: Deutsches Lese-, Lehr-, und Sprachbuch für Schule und Haus. Im Anschluß an die vom Königlichen Ober-Schulcollegium zu Hannover veranstaltete Anleitung zur deutschen Rechtschreibung, Göttingen: Deuerlich, 1865
- Eduard Prüfer, Johann Heinrich Popken: Fibel. Nach dem von dem Königlichen Provinzial-Schulkollegium zu Hannover festgestellten Normal-Duktus, hrsg. von E. Prüfer und J. Popken, Lehrer am Königlichen Seminar zu Bederkesa, Hannover [u. a.]: Norddeutsche Verlags-Anstalt, [1887]

Periodika:
- Rundschreiben an die Lehrer-Collegien der höheren Schulanstalten des Königreichs, Königliches Ober-Schulcollegium [Hannover], 1855-